# بيرليندول
بيرليندول هو مثبط أكسيداز أحادي الأمين عكوس يستخدم في روسيا مضادا للاكتئاب. تركيبه الكيميائي وفعاليته الدوائية مشابهين لمتراليندول.